# San-Martino-di-Lota
San-Martino-di-Lota é uma comuna francesa na região administrativa de Córsega, no departamento da Alta Córsega. Estende-se por uma área de 9,54 km². 